# ناحیه مدیا، شهرستان هندرسون، ایلینوی
ناحیه مدیا (به انگلیسی: Media Township) یک منطقهٔ مسکونی در ایالات متحده آمریکا است که در شهرستان هندرسون، ایلینوی واقع شده‌است. ناحیه مدیا ۲۱۷ متر بالاتر از سطح دریا واقع شده‌است.